# Philodendron herthae
Philodendron herthae är en kallaväxtart som beskrevs av Kurt Krause. Philodendron herthae ingår i släktet Philodendron och familjen kallaväxter. Inga underarter finns listade.